# Zambijská kuchyně

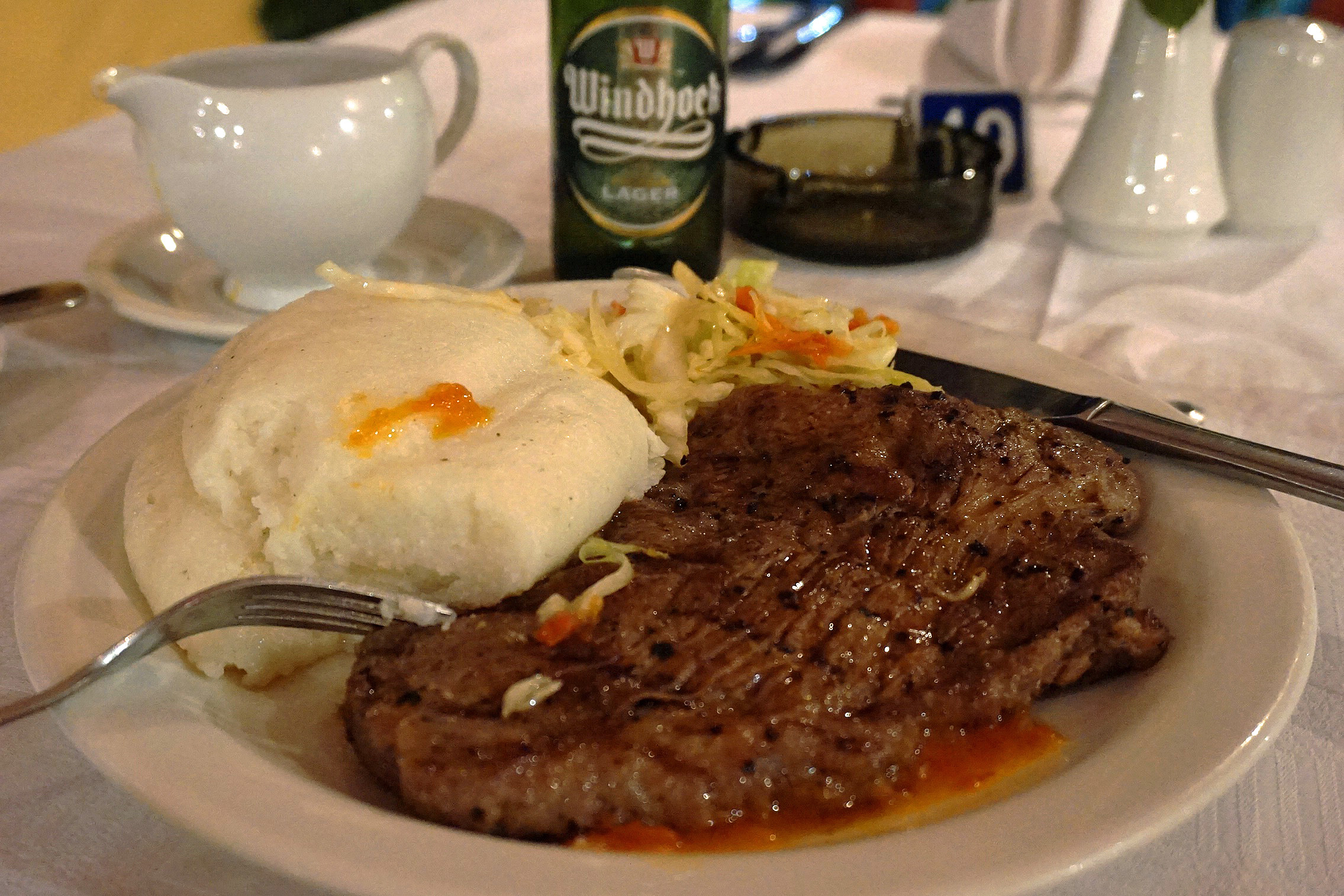
Nshima s masem a salátem

V zambijské kuchyni se připravují většinou jídla bohatá na škrob, fazole, různé polévky a omáčky. Zambijská kuchyně byla ovlivněna kuchyní Jihoafrické republiky. V Zambii se též běžně konzumuje hmyz.

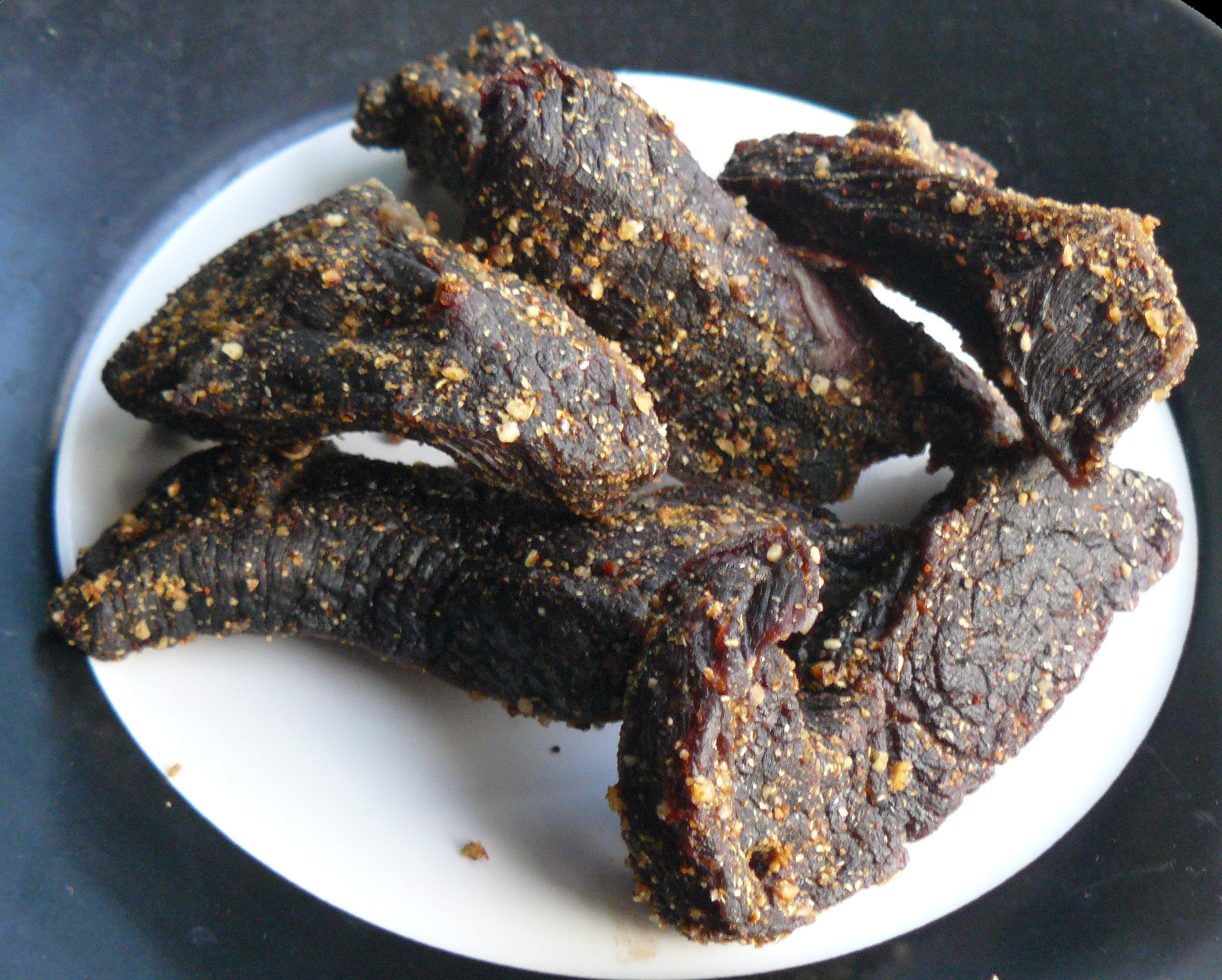
Biltong

## Příklady zambijských pokrmů
Příklady zambijských pokrmů:
- Nshima, zambijská obdoba ugali, nevýrazné kukuřičné kaše podávané jako příloha[2]
- Ndiwo, omáčka z masa a zelené zeleniny[2]
- Ifisashi, omáčka z arašídů, rajčat, zelí a špenátu
- Biltong, sušené maso divokých zvířat

## Příklady zambijských nápojů
- Munkoyo, nealkoholický nápoj z kukuřice a kořenů stromu munkoyo[3][1]
- Doma dělaná obilná piva[1]